# الوگوینسان، سبو
الوگوینسان، سبو (به لاتین: Aloguinsan, Cebu) یک سکونتگاه مسکونی در فیلیپین است که در سیبو واقع شده‌است.

## خصوصیات
الوگوینسان ۶۱٫۹۲ کیلومترمربع مساحت و ۲۷٬۶۵۰ نفر جمعیت دارد.